# Temple de la Concòrdia
El temple de la Concòrdia (en llatí Templum Concordiae, en italià Tempio della Concordia), també conegut com el gran temple de la Concòrdia, era un temple romà dedicat a la deessa Concòrdia per Marc Furi Camil el 367 aC. Era a la cantonada nord-oest del Fòrum, entre el Vulcanal i el Capitoli. El 211 aC una estàtua de la deessa fou destruïda per un llamp. Es va restaurar després del 121 aC i altre cop per ordre de Tiberi el 7 aC (la dedicatòria de Tiberi i el seu fill Drus el Jove és de l'any 10 dC). Fou malmès pel foc el 284, però segurament es restaurà aviat. Avui dia només en queda el basament, parcialment cobert pel camí que puja cap al Capitoli.

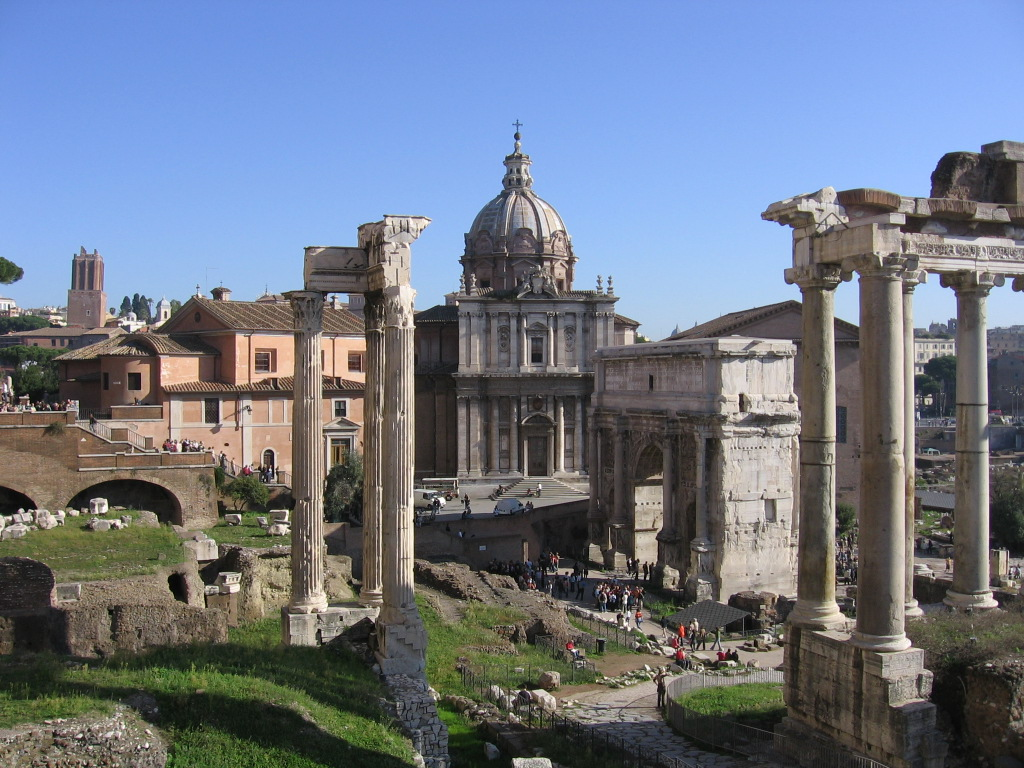
Vista de l'extrem nord-occidental del Fòrum Romà, amb les restes del temple de la Concòrdia darrere les tres columnes que queden dretes del temple de Vespasià, en segon terme a l'esquerra

Un altre temple conegut com el petit temple de la Concòrdia fou construït pel pretor Luci Manli el 218 aC (dedicatòria del 5 de febrer del 218 aC). Se situava no lluny del gran temple, segurament a l'est de la ciutadella, des on es veia el gran temple.
Un petit temple, o més aviat un altar amb una imatge de la deessa Concòrdia, fou construït per l'edil curul Gneu Flavi el 304 aC prop del Vulcanal. Gneu Flavi era fill d'un llibert, i de naixement humil, però molt capacitat; en la cerimònia de dedicació, el pontífex màxim, Luci Corneli Escipió Barbat, va haver de recitar una fórmula religiosa tal com demanava el poble, en comptes de la que era tradicional i que en les dedicatòries d'un temple només podien recitar els cònsols o els comandants en cap; d'aquest fet va resultar una llei que ningú podia dedicar un temple o un altar sense ordres del senat o per majoria dels tribuns del poble.